# Sebastián Domínguez
Sebastián Enrique Domínguez (Buenos Aires, 29 juli 1980) is een Argentijns voormalig voetballer die doorgaans speelde als centrale verdediger. Tussen 1998 en 2017 speelde hij voor diverse clubs in Argentinië, alsmede in Brazilië en Mexico. Domínguez maakte in 2009 zijn debuut in het Argentijns voetbalelftal, waarvoor hij in vier jaar tijd acht wedstrijden speelde.

## Clubcarrière
Domínguez groeide op in Rosario, waar hij in de jeugd van Newell's Old Boys speelde. In 1998 maakte hij op achttienjarige leeftijd zijn debuut voor de club. Zes jaar later, in 2004, was hij aanvoerder van het team wat kampioen werd van de Apertura. Domínguez speelde achttien van de negentien wedstrijden mee en allemaal als basisspeler. Na het kampioenschap werd hij samen met Javier Mascherano en Carlos Tévez aangetrokken door een externe partij, namelijk Media Sports Investment. Die partij besloot hem te verhuren aan Corinthians. Met die club werd hij in 2005 kampioen van de Série A. Diego Simeone werd zijn nieuwe coach, toen hij in januari 2007 terugkeerde naar Argentinië om te gaan spelen Estudiantes de La Plata. Hij speelde één jaar voor het team, voordat hij in 2008 overgenomen werd door Club América uit Mexico, waarmee hij de Interliga won. Op 27 januari 2009 werd hij transfervrij overgenomen door Vélez Sarsfield. Naast Nicolás Otamendi vormde Domínguez een vast duo centraal achterin. Na het vertrek van Otamendi had hij meerdere partners achterin. In februari 2015 keerde Domínguez terug bij Estudiantes. Een jaar later keerde hij opnieuw terug naar een oude club, namelijk Newell's Old Boys, waar hij ooit zijn carrière was begonnen. In de zomer van 2017 zette de Argentijn een punt achter zijn actieve loopbaan.

## Interlandcarrière
Domínguez debuteerde op 6 september 2009 in het Argentijns voetbalelftal. Op die dag werd met 1–3 verloren van Brazilië. De verdediger mocht van bondscoach Diego Maradona in de basis beginnen en de volledige wedstrijd meespelen.
| Interlands van Sebastián Domínguez voor Argentinië | Interlands van Sebastián Domínguez voor Argentinië | Interlands van Sebastián Domínguez voor Argentinië | Interlands van Sebastián Domínguez voor Argentinië | Interlands van Sebastián Domínguez voor Argentinië | Interlands van Sebastián Domínguez voor Argentinië |                                |
| №                                                  | Datum                                              | Wedstrijd                                          | Uitslag                                            | Competitie                                         | Goals                                              |                                |
| Als speler bij Vélez Sarsfield                     | Als speler bij Vélez Sarsfield                     | Als speler bij Vélez Sarsfield                     | Als speler bij Vélez Sarsfield                     | Als speler bij Vélez Sarsfield                     | Als speler bij Vélez Sarsfield                     | Als speler bij Vélez Sarsfield |
| -------------------------------------------------- | -------------------------------------------------- | -------------------------------------------------- | -------------------------------------------------- | -------------------------------------------------- | -------------------------------------------------- | ------------------------------ |
| 1                                                  | 6 september 2009                                   | Argentinië – Brazilië                              | 1 – 3                                              | WK 2010 kwalificatie                               |                                                    |                                |
| 2                                                  | 10 september 2009                                  | Paraguay – Argentinië                              | 1 – 0                                              | WK 2010 kwalificatie                               |                                                    |                                |
| 3                                                  | 15 september 2011                                  | Argentinië – Brazilië                              | 0 – 0                                              | Vriendschappelijk                                  |                                                    |                                |
| 4                                                  | 29 september 2011                                  | Brazilië – Argentinië                              | 2 – 0                                              | Vriendschappelijk                                  |                                                    |                                |
| 5                                                  | 20 september 2012                                  | Brazilië – Argentinië                              | 2 – 1                                              | Vriendschappelijk                                  |                                                    |                                |
| 6                                                  | 22 november 2012                                   | Argentinië – Brazilië                              | 2 – 1                                              | Vriendschappelijk                                  |                                                    |                                |
| 7                                                  | 26 maart 2013                                      | Bolivia – Argentinië                               | 1 – 1                                              | WK 2014 kwalificatie                               |                                                    |                                |
| 8                                                  | 16 oktober 2013                                    | Uruguay – Argentinië                               | 3 – 2                                              | WK 2014 kwalificatie                               |                                                    |                                |